# Talat (Spiel)
Talat – Die Kraft der Drei ist ein abstraktes taktisches Strategiespiel für drei Spieler, erdacht von Bruce Whitehill und erschienen 2011 bei HUCH! & friends. Von Whitehill 2007 entworfen, erschien eine Vorläufer-Version des Spiels unter dem Namen „Drei“ in anderer Ausgestaltung 2008 beim US-Spieleverlag Puzzlewood, die sich als teure Importversion und mit ihrem Design am europäischen Markt nicht durchsetzen konnte.
Talat bekam den „Toy Innovation Award 2012“ der Nürnberger Spielwarenmesse in der Kategorie „Teenager & Family“. 2013 wählte die Jury von Mensa in Deutschland das Spiel auf den zweiten Platz für den „MinD-Spieletipp 2013“.

## Spielidee und Ablauf
Nahezu alles basiert in diesem Brettspiel auf der Zahl „Drei“: Spielfiguren in drei Höhen, Eckenzahl und Farben auf drei Spielfeldern für drei Spieler. Die maximale Spieldauer ist entsprechend mit 33 Minuten angegeben. Wenn keiner lang herumgrübelt, ist es aber auch in 20 Minuten durchspielbar.
Das Spiel beginnt mit dem allmählichen Aufbau der eigenen Schlachtlinie. Abwechselnd wird genau eine Figur auf der Grundlinie aufgestellt. Es kommt dabei darauf an, die genau gegenüberstehenden fremden Figuren soweit voraussehbar kontern zu können. Erst wenn alle Figuren platziert sind, geht die Bewegungsphase los. Immer wenn man an der Reihe ist, setzt man genau eine eigene Figur ein Feld vorwärts. Man muss sich dabei für eines der beiden Spielfelder entscheiden, die zu einem gehören.
Das Zielfeld des Zugs geradeaus oder diagonal muss normal frei sein. Rückwärts ziehen, Überspringen und Passen ist nicht zugelassen. Indes darf regelgerecht seitlich, diagonal oder geradeaus geschlagen werden. Das Spiel endet, sobald zwei der drei Spielfelder kein weiteres Vorrücken oder Schlagen mehr erlauben. Das wird „Einfrieren“ genannt.
Fünf Punkte bekommt man für das Schlagen gegnerischer Figuren oder drei für das Erreichen der gegnerischen Grundlinie mit einer eigenen Figur. Schlagen darf ein Turm, wenn der gegnerische gleich groß ist und weniger Ecken hat oder genau eine Stufe kleiner ist. Eine Ausnahme beim Schlagen gilt für den kleinen Dreieck-Turm, welcher die große Sechseck-Figur schlagen darf (Goliath-Regel). Wer am Spielende die meisten Punkte gesammelt hat siegt.

### Design
Das arabische Wort für 'Drei' lautet „Talat“. Die Gestaltung der Spieleschachtel hinterlegt den Titel des Spiels Talat mit geschwungenen Schriftzug-Arabesken. Es ist ausnahmsweise wenig Luft verpackt, die Figuren füllen den Hohlraum aus. Kein Spiele-Grafiker ist namentlich angegeben, weil das Design im Verlag selbst erstellt wurde.
Das Spielmaterial umfasst:
- 27 Türme aus ästhetischem, schwerem Kunststoff, je 9 unterschiedlicher Höhe und Eckenanzahl in drei  verschiedenen Farben
- 3 Spielpläne mit 5×5 Feldern und markierten Grundlinien
- 1 Regelheft

### Variante Spiel zu zweit
Wenn man einmal keine drei Spieler zusammenbringt, können auch nur zwei gegeneinander antreten. Die Position des Dritten wird dann als „Zihin“ (arabisch für „Geist“) von beiden Kontrahenten einbezogen. Statt auf dem eigenen Feld kann man dann auch einen Zihin-Zug machen und dafür sogar Punkte einheimsen. In der Wertung gibt es drei Punkte für jeden Zihin-Turm auf der Startlinie des Gegners.

## Kritiken
Die Kritiker-Rezensionen fielen überwiegend positiv aus. Klar herausgestellt wurde dabei aber, dass es nicht für Menschen geeignet ist, die keine abstrakten Taktik- und Logik-Spiele mögen.
Gelobt wurden unisono die innovative Grundmechanik des Dreier-Spiels, das hochwertige Spielmaterial und die klaren, unkomplizierten Spielregeln. Hervorgehoben wurden „eine schnelle Erlernbarkeit mit vielseitigen Zugmöglichkeiten und großer Spieltiefe“. Als ungünstig wurde mehrfach moniert, dass sich in manchen Partien zwei Spieler gegen den Dritten verbünden können, der dann kaum eine Chance habe. Auch Schulen und Jugendeinrichtungen, wenn sie denn eine Spieliothek führen, sollten das Spiel in ihren Bestand nehmen, empfahl der Rezensent der Spiele-Akademie.

## Belege
1. 1 2  ToyAward Gewinner 2012
2. ↑  Die TOP 10 Spielzeug 2012
3. 1 2  MinD-Spielepreis 2013
4. ↑  http://boardgamegeek.com/boardgame/39406/talat
5. ↑  Spiele-Rezension von Jörg Lehmann vom 13. Mai 2012, abgerufen am 17. Januar 2013
6. ↑  Rezension von Johannes Halbig für Reich der Spiele vom 28. April 2013
7. ↑  Rezension von Gabriele Orymek für spielkult.de
8. ↑  Rezension von Manfred Wahl in Die Pöppelkiste
9. ↑  Rezension der spiele-akademie.de vom 15. März 2013